# Il mare (film 2002)
Il mare (Hafið) è un film del 2002 diretto da Baltasar Kormákur.

## Riconoscimenti
- 2002 - Premio Edda
  - Attore dell'anno (Gunnar Eyjólfsson)
  - Attrice dell'anno (Elva Ósk Ólafsdóttir)
  - Regista dell'anno (Baltasar Kormákur)
  - Miglior Film
  - Miglior sceneggiatura
  - Attore non protagonista dell'anno (Sigurður Skúlason)
  - Attrice non protagonista dell'anno (Herdís Þorvaldsdóttir)
  - Categoria professionale: Audio/Video (Valdís Óskarsdóttir)
- 2003 - Festival internazionale del film di Istanbul
  - Premio FIPRESCI
- 2003 - Festival internazionale del film di Tromsø
  - Premio del pubblico
- Festival internazionale del cinema di San Sebastián
  - Candidato al premio Conchiglia d'oro